# VHMO
VHMO of vhmo is een verzamelterm van vóór de Mammoetwet, waarmee een aantal meer met elkaar verwante en vergelijkbare vormen van voortgezet, middelbaar onderwijs in Nederland werden aangeduid.  Deze afkorting  staat voor  Voorbereidend Hoger en Middelbaar Onderwijs, een categorie bestaande uit gymnasium, lyceum, hbs, mms en handelsdagschool (deze laatste werd later omgezet tot hbs-a). In de gemeenschappelijke onderbouw van een lyceum konden deze schooltypen nog ongesplitst blijven. Gymnasia, lycea en middelbare meisjesscholen werden tot in de jaren veertig nog vooral bezocht door kinderen uit de hogere en middelbare milieus. 
Het gymnasium viel onder de hoger onderwijswet (waarin ook het universitaire onderwijs werd geregeld), en kende daarmee een andere wettelijke basis dan de hbs, die werd geregeld in een hbs-wet; de hbs en de mms vormden samen het middelbare onderwijs. Het ulo en het vglo werden geregeld door de lager onderwijswet. Niettemin behoorden de genoemde onderwijstypen alle tot het secundaire onderwijs. 
Bij de invoering van de Mammoetwet in 1968 werd het vhmo gereorganiseerd. Het werd enerzijds opgevolgd door en anderzijds opgesplitst in de thans bestaande schooltypen voor respectievelijk vwo (voorbereidend wetenschappelijk onderwijs, het hoogste niveau binnen het voortgezet onderwijs in het Koninkrijk der Nederlanden en Suriname, vergelijkbaar met het algemeen secundair onderwijs (aso) in Vlaanderen, ook wel "humaniora" genoemd) en havo (hoger algemeen voortgezet onderwijs, het op een na hoogste niveau).